# 費爾法克斯 (愛荷華州)
費爾法克斯（英語：Fairfax）是一個位於美國愛荷華州林縣的城市。

## 地理
費爾法克斯的座標為41°55′11″N 91°46′49″W / 41.91972°N 91.78028°W，而該地的平均海拔高度為236米（即774英尺）。

## 人口
根據2010年美國人口普查的數據，費爾法克斯的面積為5.08平方千米，當中陸地面積為5.03平方千米，而水域面積為0.05平方千米。當地共有人口2123人，而人口密度為每平方千米417人。